# Курсик Олександр Васильович
Курсик Олександр Васильович (нар. 01.10.1985 р., с. Срібне, Рівненської області) — український журналіст, політик, громадський діяч, депутат Рівненської міської ради VI та VII скликань.

## Біографія
Народився 01 жовтня 1985 року у селі Срібне Радивилівського району Рівненської області, в сім'ї військовослужбовця.

### Освіта
В 1992 році пішов у перший клас Бродівської спеціалізованої школи з поглибленим вивченням англійської мови. Після закінчення 9 класу, перейшов навчатися у Радивилівський загальноосвітній ліцей.
2003–2008 навчався у Міжнародному економіко-гуманітарному університеті ім. акад. Степана Дем'янчука, що у місті Рівне, на факультеті масової комунікації та інформаційних технологій. Після закінчення отримав диплом «Магістра журналістики».
У 2011 році отримав другу вищу освіту за фахом: «Економіка підприємства», закінчивши економічний факультет Національного університету водного господарства та природокористування.

### Професійна діяльність
З травня 2005 по вересень 2006 року — кореспондент служби новин та ведучий на радіо «Край» Рівненської обласної державної телерадіокомпанії.
З жовтня 2006 по листопад 2007 року — журналіст служби новин телекомпанії «Рівне-1». згодом редактор програми «На часі». а також працював позаштатним кореспондентом на телеканалах «НТН» та «Інтер».
З листопада 2007 року по червень 2008 помічник народного депутата Юрія Прокопчука. Тоді ж прийняв присягу держслужбовця і отримав сьомий ранг державної служби.
З червня 2008 року по грудень 2015 року — штатний кореспондент телеканалу «1+1», власний кореспондент ТСН в Рівненській області.
З вересня 2008 року викладач на факультеті журналістики в Міжнародному економіко-гуманітарному університеті.
У 2012 році став одним з засновників інформаційно-розважального порталу Рівного ЧаРівне.info
З грудня 2015 року — директор з стратегічного розвитку ТРК «РИТМ». Ведучий програми «PROполітику» на «РИТМ FM».
Восени 2016 став членом підрозділу Цивільно-військового співробітництва місто Попасна, Луганської області.
У березні 2018 заснував «Рівнеський медіа-центр», метою якого є організація прес-конференцій, прес-турів, круглих столів, брифінгів та зустрічей.

### Політична діяльність
В жовтні 2010 року обраний депутатом Рівненської міської ради по мажоритарному округу № 14.
З січня 2013 року за результатами відкритого голосування став головою фракції ВО «Батьківщина» у Рівненській міській раді.
В жовтні 2015 року обраний депутатом Рівненської міської ради по мажоритарному округу № 21.
Член постійної комісії з питань захисту прав людини, законності, правопорядку, розвитку місцевого самоврядування, регламенту, депутатської діяльності та етики.
З 2016 року щорічно звітує перед виборцями округу.

### Вторгнення Росії у 2022 році
У 2022 році організовував територіальну оборону. Потім мобілізувався у ЗСУ до 14-ї механізованої бригади, у складі якої на посаді командира взводу / тво командира роти брав участь у боях в Донецькій і Харківській областях.

## Ініціативи
У 2013 році облаштував найменші бібліотеки в Україні. Чотири мінікнигозбірні розмістилися в телефонних будках, що були встановлені у парку культури та відпочинку ім. Тараса Шевченка Рівного.
У 2013 став співорганізатором першого у Рівному фестивалю шашлику. На першому святі була створена унікальна алея мрій, де з дерев на ниточках звисали сотні паперових журавликів, які власноруч виготовили рівняни.
У 2013 започаткував обласний турнір з мініфутболу «Кубок депутата Олександра Курсика», який популяризує футбол та спонукає більше рівнян до активних занять спортом.
У 2014 співорганізатор благодійного футбольного матчу за участю легендарних гравців київського «Динамо», завдяки якому було зібрано 30 тисяч гривень та передано українським військовим.
У 2014 став співзасновником сімейного проекту для вагітних «Пузата мама», головна мета якого, пропагувати здорове і щасливе материнство та батьківство.
З 2015 року організовує загальноміську молитву за мир та купання в ополонці на Водохреща на озері Басів Кут Рівного.
У 2017 започаткував першу у Рівному дитячу дискотеку. Проект, під час якого проходять благодійний збір коштів або необхідних речей, подарунків для хворих дітей, та дітей зі шкіл інтернатів.
З 2018 перед Великоднем особисто відвозить паски військовим АТО та жителям прифронтових сіл, аби ті відчули свято Воскресіння.
У 2019 організував Рівному ініційовану співачкою й волонтеркою Анжелікою Рудницькою акцію «Ангели пам'яті», учасники якої вшанують молитвою Героїв Небесної Сотні та розвішують власноруч зроблених з паперу ангеликів.
Навесні 2019 за ініціативи Олександра Курсика Рівне стало одним з перших в Україні міст, де почали впроваджувати зміни шкільного харчування за рецептами кулінарного експерта Євгена Клопотенка.
У червні 2019 ініціював встановлення для безпеки руху дорожні дзеркала на виїзді з вулиці Котляревського на Степана Бандери у Рівному .

## Нагороди та відзнаки
- Медаль «За жертовність і любов до України» (20.01.2015)
- Пам'ятний нагрудний знак «За україну, за її волю — АТО 2016» (28.09.2016)[26]
- Орден Спілки учасників АТО та захисників вітчизни «ГОРИНЬ» — Золота зірка «За заслуги» 14 жовтня 17 року Спілка учасників АТО та захисників вітчизни «Горинь» (12.10.2017)
- Медаль «За гідність і патріотизм» (2017)[27]
- Орден святого Юрія Переможця «За заслуги з відродження в Україні та утвердження Помісної Православної церкви». (18.01.2019)
- Благословення грамота "За заслуги перед Помісною Православною Церквою та побожним народом.(16.06.2019)[28]